# New Super Mario Bros.
New Super Mario Bros. – komputerowa gra platformowa na konsolę Nintendo DS utrzymana w stylistyce 2,5D wyprodukowana i wydana w 2006 roku przez Nintendo. Została bardzo entuzjastycznie przyjęta zarówno przez krytyków, jak i konsumentów. Jej sequelem jest New Super Mario Bros. Wii wydana w 2009 roku na konsolę Wii.

## Fabuła
Mario i księżniczka Peach wracają ze spaceru. Kiedy znajdują się w pobliżu zamku, nad budynkiem unoszą się ciemne chmury, z których wydobywają się pioruny uderzające w zamek księżniczki. Mario, żeby zobaczyć jego stan z bliska, idzie tam zostawiając księżniczkę samą. Gdy przez chwilę czeka ona samotnie, porywa ją Bowser Jr. Mario zauważa go i natychmiast biegnie za nim, żeby go pokonać i uwolnić księżniczkę. Nie jednak jest takie proste, gdyż po pokonaniu bossa w dowolnym świecie porywacz po raz kolejny zabiera swoją zakładniczkę do następnego, nieco trudniejszego świata i sytuacja ta powtarza się do momentu, gdy Mario dotrze do ósmego świata, gdzie tam dochodzi do ostatecznej walki o wolność księżniczki.